# أسيير باراهونا بريجون
أسيير باراهونا بريجون (بالإسبانية: Asier Barahona)‏ (18 نوفمبر 1992 بميراندا دي إيبرو في إسبانيا - ) هو لاعب كرة قدم إسباني في مركز الهجوم. لعب مع أوريرا فيتوريا وخيتافي ب وديبورتيفو ألافيس ونادي ميرانديس.

## روابط خارجية
- أسيير باراهونا بريجون على موقع قاعدة بيانات كرة القدم.إي يو (الإنجليزية)
- أسيير باراهونا بريجون على موقع Soccerway.com (الإنجليزية)